# Aliʻimalemanu Alofa Tuuau
Aliʻimalemanu Alofa Tuuau (ur. 1958/1959) – samoańska księgowa i polityczka. W latach 2016–2021 i ponownie od 2022 członkini Zgromadzenia Ustawodawczego Samoa.

## Życiorys

### Młodość, edukacja i kariera zawodowa
Tuuau urodziła się w 1958 lub w 1959 roku.
Z wykształcenia jest księgową. Przez 13 lat pracowała jako główna księgowa w Samoa Public Trust. Później przeprowadziła się na Fidżi, gdzie przez 13 lat pracowała jako księgowa na Uniwersytecie Południowego Pacyfiku. Przez 14 lat pracowała również w South Pacific Regional Environment Programme.

### Działalność polityczna
Jest członkinią Partii Ochrony Praw Człowieka.
Wzięła udział w wyborach parlamentarnych w Samoa w 2016 roku. Z powodzeniem uzyskała mandat do Zgromadzenia Ustawodawczego Samoa w okręgu wyborczym Alataua West. Została jedyną kobietą wybraną do Zgromadzenia.
Początkowo nie uzyskała reelekcji w wyborach parlamentarnych w 2021 roku, przegrywając o mniej niż 200 głosów. 20 kwietnia została jednak ogłoszona członkinią parlamentu przez krajową komisję wyborczą z powodu niespełnienia warunku, aby co najmniej 10% wybranych stanowiły kobiety. 17 maja Sąd Najwyższy Samoa uznał tę decyzje za niezgodną z prawem.

### Życie prywatne
Jest mężatką. Ma czwórkę dzieci.